# Teller Miksa
Teller Miksa Salamon (Érsekújvár, 1871. március 28. – Budapest, 1950. szeptember 11.) ügyvéd, jogi szakíró.

## Élete
Teller Ede kereskedő és Schwitzer Emma gyermekeként született. Apja az Érsekújvári Népbank felügyelőbizottságának tagja volt. Középiskolai tanulmányait az Érsekújvári Római Katolikus Algimnáziumban kezdte, majd 1889-ben a Pozsonyi Királyi Katolikus Főgimnáziumban jeles eredménnyel érettségi vizsgát tett. 1889 őszétől a Budapesti Tudományegyetem joghallgatója volt. 1901 decemberében a Társadalomtudományi Társaság pénztárosává választották. Négy évvel később lemondott megbízatásáról. 1913 és 1934 között ügyvédi hivatása mellett a Jogtudományi Közlöny társszerkesztőjeként dolgozott. 1944-ben származása miatt kizárták az ügyvédi kamarából. A második világháborút követően újból ügyvédként tevékenykedett és tagja lett az újrainduló Közlöny szerkesztőbizottságának.
Több tanulmányban foglalkozott a polgári törvénykönyv 1928. évi tervezetével. Munkatársa volt a Szladits Károly-féle Magyar magánjog című gyűjteményes munkának (öröklési jog). Sokat foglalkozott az ügyvédi kar helyzetének megjavításával is.
A Kozma utcai izraelita temetőben nyugszik (1C-11-8).

## Családja
Felesége Deutsch Ilona (1883–1977) volt, Deutsch Ignác bankár, textilgyáros lánya, akit 1904. május 29-én a lugosi zsinagógában vett nőül.
Gyermekei
- Teller Emma (1905–2001). Első férje Kőnig Endre ügyvéd volt, Kőnig Vilmos fia. Második házastársa Kirz András (1900–1945) volt, aki munkaszolgálatosként életét vesztette.
- Teller Ede (1908–2003) atomfizikus

## Főbb művei
- A második tervezet néhány örökségi reformjának bírálata (1913)
- Az ügyvédi kar helyzete a múlt század közepén (Budapest, 1916)
- Az ügyvédség (Budapest, 1918)